# NGC 1334
NGC 1334 (другие обозначения — UGC 2759, MCG 7-8-18, ZWG 541.17, IRAS03266+4139, PGC 13001) — спиральная галактика в созвездии Персей.
Она была открыта немецким астрономом Генрихом д'Арре 14 февраля 1863 года.  
Галактика имеет сложную искаженную структуру.
Этот объект входит в число перечисленных в оригинальной редакции «Нового общего каталога».
Галактика NGC 1334 входит в состав группы галактик NGC 1272. Помимо NGC 1334 в группу также входят ещё 28 галактик.
NGC 1334 является членом скопления Персея  и представляет собой галактику со вспышкой звездообразования.